# Dimerandra buenaventurae
Dimerandra buenaventurae är en orkidéart som först beskrevs av Friedrich Fritz Wilhelm Ludwig Kraenzlin, och fick sitt nu gällande namn av Emily Steffan Siegerist. Dimerandra buenaventurae ingår i släktet Dimerandra och familjen orkidéer.
Artens utbredningsområde är Colombia. Inga underarter finns listade i Catalogue of Life.